# Thomas Touré
Thomas Touré (Grasse, 27 dicembre 1993) è un calciatore francese naturalizzato ivoriano, attaccante del Pays de Grasse.

## Caratteristiche tecniche
Gioca come ala, ma all'occorrenza può agire da punta centrale.